# Jardin de la Porte-de-Saint-Cloud et square Roger-Coquoin
Ne doit pas être confondu avec Jardin du rond-point de la Porte-de-Saint-Cloud.
Le jardin de la Porte-de-Saint-Cloud et square Roger-Coquoin sont deux espaces verts du 16e arrondissement de Paris, en France.

## Situation et accès
Le site est accessible par le 2, avenue Édouard-Vaillant et l'avenue Ferdinand-Buisson.
Il est desservi par la ligne 9 à la station Porte de Saint-Cloud.

## Origine du nom
Le square rend hommage à Roger Coquoin (1897-1943), un résistant français, responsable du mouvement Ceux de la Libération.

## Historique
Le jardin est créé en 1930.